# 장수영 (방송인)
장수영(張修榮, 아명(兒名)은 장선영(張宣榮), 1971년 ~ )은 MBC 문화방송 기상 캐스터를 지낸 전력이 있는 대한민국의 수필가이다.

## 이력
1994년 MBC 문화방송 공채 기상캐스터 입사하였고 1996년 음악평론가 겸 영화평론가 이무영(훗날에는 영화감독 겸 시나리오 작가로 더 큰 활약)과 결혼하여 경기도 성남시 분당구의 아파트에서 신접살림을 차렸으며 이후 1998년에 MBC 문화방송 기상 캐스터 직위를 퇴사하였고 이듬해 1999년 수필가로도 등단하였다.

## 경력
- MBC 문화방송 보도국 기상센터 기상 캐스터
- MBC 뉴스데스크 기상 캐스터

## 작품

### 수필
- 1999년 《기상캐스터 4년 경력기》